# 傑克·麥古恩
傑克·「機關槍傑克」·麥古恩（英語：Jack "Machine Gun Jack" McGurn，本名溫琴佐·安東尼奧·吉巴爾迪〔義大利語：〕，發音：[vinˈtʃɛntso anˈtɔːnjo gi'balːdi]，1902年7月2日—1936年2月15日）是一名西西里裔美國拳擊手、黑幫份子，以及艾爾·卡彭的芝加哥犯罪集團角頭。

## 早年
麥古恩於1902年7月出生在意大利西西里的利卡塔，是托馬索（Tommaso）和朱塞平娜·吉巴爾迪（Giusepina Gibaldi，娘家姓Verderame）的長子。四年後，他和母親移民到美國與父親團聚，於1906年11月24日抵達埃利斯島。根據黑社會歷史學家兼《Crime Incorporated》的作者比爾·巴爾薩莫（Bill Balsamo）說，麥古恩在布魯克林的雷德胡克（Red Hook）長大，他在那裡位於亨利街（Henry street）和希克斯街（Hicks street）之間的聯合街（Union street）的第46公立學校上學。麥古恩在14歲時搬到芝加哥，後來他在那裡開始了自己的拳擊生涯，並將自己的名字改成「戰鬥」傑克·麥古恩（"Battling" Jack McGurn），因為用愛爾蘭名字的拳擊手會得到更好的契約。在麥古恩還年輕的時候，父親托馬索去世，之後他的母親再嫁給雜貨商安傑洛·德莫里（Angelo DeMory），德莫里後來被黑手敲詐販殺害。

## 禁酒令
麥古恩的繼父Angelo 德莫里在1923年1月28日被黑幫敲詐販刺殺後，他首次被介紹給艾爾·卡彭認識，麥古恩有條理地殺死刺殺他繼父的三名殺手，為繼父報了仇。事實上，在德莫里死的時候，麥古恩已經被犯罪集團雇用，他可能是透過自己嶄露頭角的拳擊手生涯而引起卡彭的注意。

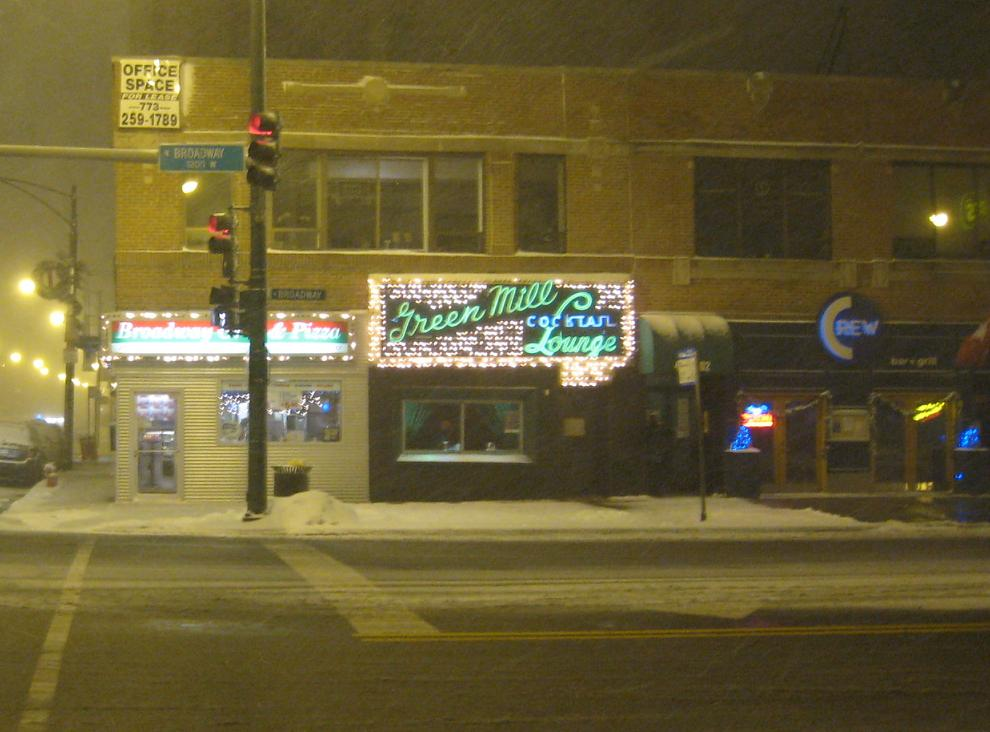
綠磨坊雞尾酒廊，百老匯北4802號

麥古恩擁有一間地下酒吧爵士樂俱樂部的部分所有權，這個場所至今仍然存在，就是臭名昭著的綠磨坊雞尾酒廊，位於對手瘋子莫蘭幫派的地盤中央，百老匯北4802號。1927年11月，經理Danny Cohen交給麥古恩一個任務，「說服」喜劇演員兼歌手喬·E·劉易斯不要把他的表演搬到北克拉克街與西戴弗西公路的New Rendezvous咖啡館。劉易斯拒絕了，麥古恩便割開劉易斯的喉嚨，割掉他的一部分舌頭，留下他等死。劉易斯奇跡地康復起來，並恢復了他的事業，但他的聲音卻再也沒有恢復回甜美聲線了。

## 情人節大屠殺
麥古恩與1929年情人節大屠殺的策劃行動有關，不過這種關聯尚未得到證實。
雖然警方在此案中對麥古恩提出了指控，但他從未受到審判，主要是因為他的女友兼後來的妻子露易絲·羅爾夫（Louise Rolfe）聲稱他們在一起度過了一整天。

## 晚年
1930年4月，當芝加哥犯罪委員會的主席法蘭克·J·勒施編制「全民公敵」名單，列出他認為芝加哥最腐敗的28人時，麥古恩的名字在名單上排名第四，並在全國範圍內公布。
這種惡名令芝加哥犯罪集團躲避他。手眼協調能力很強的麥古恩後來嘗試當職業高爾夫球手的生涯。麥古恩是位於91街和西部大道（Western Avenue）的Evergreen高爾夫球場的秘密合伙人，這裡是著名的黑幫聚會地方，經常可以看到他在俱樂部裡打球、練習、授課，或者喝酒打牌。據悉，Dan Lilly曾為他做過一次球童，並聲稱他的高爾夫球袋裡一直放著一把機關槍。聯邦調查局（FBI）在1999年12月公布的文件顯示，經常在芝加哥打高爾夫球的歌手冰·哥羅士比是麥古恩的高爾夫球搭檔之一。
1933年8月25日，西部高爾夫公開賽在最南部郊區奧林匹亞菲爾茲的奧林匹亞菲爾茲鄉村俱樂部開始。麥古恩是一個相當有技術的高爾夫球手，也是一個華而不實的服裝考究者，他在公共的Evergreen高爾夫球場以Vincent Gebhardi（他真名的另一個版本）的身份參加職業選手比賽。在首輪比賽中，麥古恩在4號球場（今天的北球場）打出了13-over-par 83。第二天早上，一名機警的芝加哥警察總探長觀察到配對表上的「Gebhardi」這個名字，他派出兩名警長將其逮捕。「意識到麥古恩的暴躁脾氣」，據《芝加哥論壇報》報道，「警長們請來了Frank McGillen中尉與縣公路部隊Homewood站的5名警察幫忙」。
麥古恩在第二天的表現要好得多。一群健壯的警察在第七果嶺（seventh green）上跟麥古恩搭訕，並告訴他，以「犯罪名譽法」（criminal reputation law）發出的授權令來逮捕他。他亮麗的妻子Louise Rolfe陪伴著他。她身穿緊身薄白裙，並炫耀著一枚三克拉的鑽戒，走近警察，厲聲喊道：「這是誰的妙計？」麥古恩禮貌地要求完成他的回合。便衣警察同意了，並成為他的觀眾席上的一員。但是，警察的出現開始讓麥古恩感到緊張，他的比賽突然變得很糟糕。他以16-over-par 86進場，36洞總成績為169杆，比入圍成績高出14杆。

## 逝世
不到三年後，麥古恩已經窮困潦倒，而且被他的黑幫同伴拋棄，在1936年2月15日，也就是情人節大屠殺七周年紀念日的第二天，被三名男人用手槍刺殺身亡。他當時正在芝加哥的北米華基大道805號（805 N. Milwaukee Avenue）的二樓大道娛樂保齡球館（Avenue Recreation Bowling Alley）打保齡球。
兇手在他的屍體旁扔了一張情人節卡片，上面有一首諷刺性的預言詩句：
「你失去了工作，你失去了錢財、
珠寶、汽車和漂亮的房子，
但事情還可能更差，你知道嗎...
至少你還沒有失去你的褲子！」。
他被埋葬在伊利諾州希爾賽德的迦密山公墓。
1936年3月2日，麥古恩的同母異父兄弟Anthony De Mory被殺死，其做法與麥古恩相似。De Mory曾聲稱，「我知道殺傑克的人，我要去抓他們」，他在芝加哥的一間桌球室被三名蒙面人槍殺。警方將這件刺殺案與麥古恩被殺案聯系在一起。
殺害麥古恩的兇手身份仍然不明，但犯罪學家的研究和推測表明，有三種可能的理論：
1. 愛爾蘭幫的前老大喬治·「瘋子」·莫蘭的報復，麥古恩曾計劃在近七年前殺死他的手下。
2. 被芝加哥犯罪集團的法蘭克·尼提殺害的，因為麥古恩（一個酗酒和吹牛的人）對美國黑手黨的廣泛内部認識，已經成為一個包袱。
3. 被法蘭克和彼得·古森伯格的兄弟詹姆斯·古森伯格（James Gusenberg）殺死的，而前者兩人都在情人節大屠殺中被殺害。

## 流行文化
- 麥古恩的角色出現在幾部電影和電視劇裡:
  - 1967年電影《黑霸王大決鬥》，由克林特·里奇（英语：Clint Ritchie）飾演麥古恩。
  - 1975年電影《卡彭》，由卡蒙·亞金札諾（英语：Carmen Argenziano）飾演麥古恩。
  - 1987年電影《The Verne Miller Story》，由Frank Costa飾演麥古恩。
  - 2017年電影《黑幫之地》，由西恩·法瑞斯飾演麥古恩。
  - 電視劇《The Untouchables（英语：The Untouchables (1959 TV series)）》，由K. L. Smith飾演麥古恩。
  - 電視劇《Playhouse 90（英语：Playhouse 90）》，由保羅·史蒂文斯飾演麥古恩。
- 1957年電影《The Joker Is Wild（英语：The Joker Is Wild）》中，描述了麥古恩企圖殺害喬·E·劉易斯的事情，由法蘭·仙納杜拉飾演劉易斯。

## 外部連結
- 在Find a Grave上的傑克·麥古恩
- Green Mill Jazz Club website: The Green Mill Jazz Club History
- Jack McGurn （页面存档备份，存于） at My Al Capone Museum